# جوناثان بيرس (معلق رياضي)
جوناثان بيرس (بالإنجليزية: Jonathan Pearce)‏ هو معلق رياضي بريطاني، ولد في 28 نوفمبر 1959 في بليموث في المملكة المتحدة.

## وصلات خارجية
- جوناثان بيرس على موقع IMDb (الإنجليزية)
- جوناثان بيرس على موقع ميوزك برينز (الإنجليزية)
- جوناثان بيرس على موقع قاعدة بيانات الفيلم (الإنجليزية)